# Синекрозис
Синекрозис је облик еколошких односа између јединки или популација у великој мери негативан, тако да се понекад завршава и смрћу обе стране. Термин је у науку увео Буркхолдер још 1952. године, али се ретко користи — најчешће се као синоними користе компетиција или коантагонизам. 
Синекрозис је могуће приметити као однос неких паразита према домаћинима. Сам однос се ретко појављује у природи и кратко траје. Еволуциони притисци су усмерени против постојања овог типа односа. 